# 伊芙·阿登

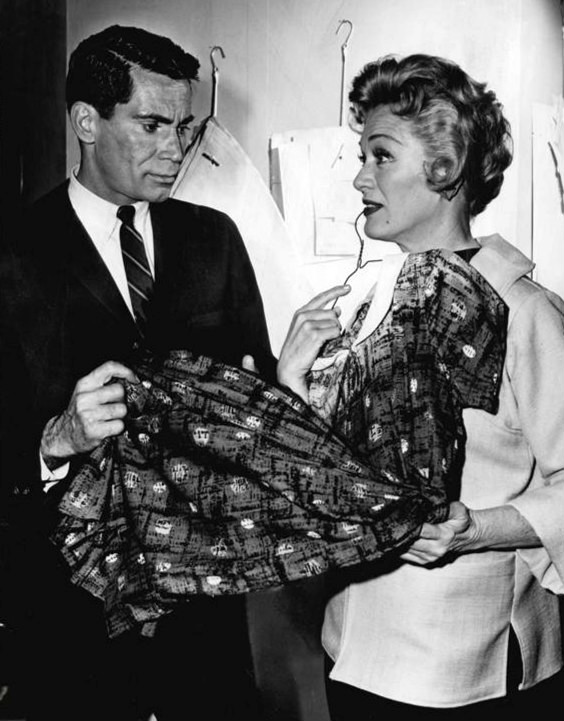
與安東尼·喬治於Checkmate的劇照（1961年)

伊芙·阿登（英語：Eve Arden，1908年4月30日—1990年11月12日），女，美国演员。曾获得黄金时段艾美奖喜剧类电视系列剧最佳女主角。